# Ubistveni um
Ubistevni um je sveska Zagora objavljena u svesci #189. u izdanju Veselog četvrtka. Na kioscima u Srbiji se pojavila 28. jula 2022. Koštala je 350 din (2,9 €; 3,03 $). Imala je 94 strane. Ovo je 2. deo duže epizode koja je započela u svesci Mutantova kći (#188). Epizoda traje do str. 42, nakon čega počinje nova epizoda pod nazivom Koreni mržnje (str. 43-98), a koja se nastavlja u svesci Abonos i slonovača (#190).

## Originalna epizoda
Originalna sveska pod nazivom La mente assassina objavljena je premijerno u #657. regularne edicije Zagora u izdanju Bonelija u Italiji 1. aprila 2020. Epizodu su nacrtali braća Esposito, a scenario napisao Moreno Buratini. Naslovnu stranu je nacrtao Alesandro Pičineli. Cena sveske za evropskom tržištu iznosila je 4,4 €. 

## Kratak sadržaj
Sofi Rendal (kćerka mutanta Skala, čoveka sa dva mozga, koja je nasledila neke od njegovih moći) jaše prema selu Mohavka u nadi da će naći Zagora. Pre nje, u selo stiže Džejni, Zagorova prijateljica, koja upozorava Tonku na dolazak Sofi. Tonka šalje celo selo u zbeg. Sofi stiže u prazno selo u kome se nalaze samo Tonka i Džejn. Sofi počinje da ih mentalno muči kada u selo dojaše Zagor sa drvenom maskom koja sprečava da mu Sofi uđe u misli. (Koristio ju je i u borbi protiv Skala.) Da bi ubedio Sofi da on odveo njenog oca u senatorijum, Zagor skida masku. Nakon što u selo pristigne i prof. Bariman, on joj kaže kako je njen otac ubijen. U nemoći da prihvati istinu, Sofi doživljava vrstu moždanog udara i umire.

## Prethodno pojavljivanje Rendala Mutanta
Rendal Mutant se prethodno pojavio u Zlatnoj seriji #724-726, koji su izašli u bivšoj Jugoslaviji 1984. i 1985. godine. (Ove epizode reprizirane su u ediciji Odabrane priče #8. pod nazivom Zaseda mutanata 2010. godine). Nastavak je objavljen u brojevima #28-30 u izdanju Veselog četvrtka 2010. godine.

## Prethodna i naredna epizoda
Prethodna sveska Zagora nosila je naslov Mutantova kći (#188), a naredna Abonos i slonovača (#190).